# Miskolci Keresztény Szemle

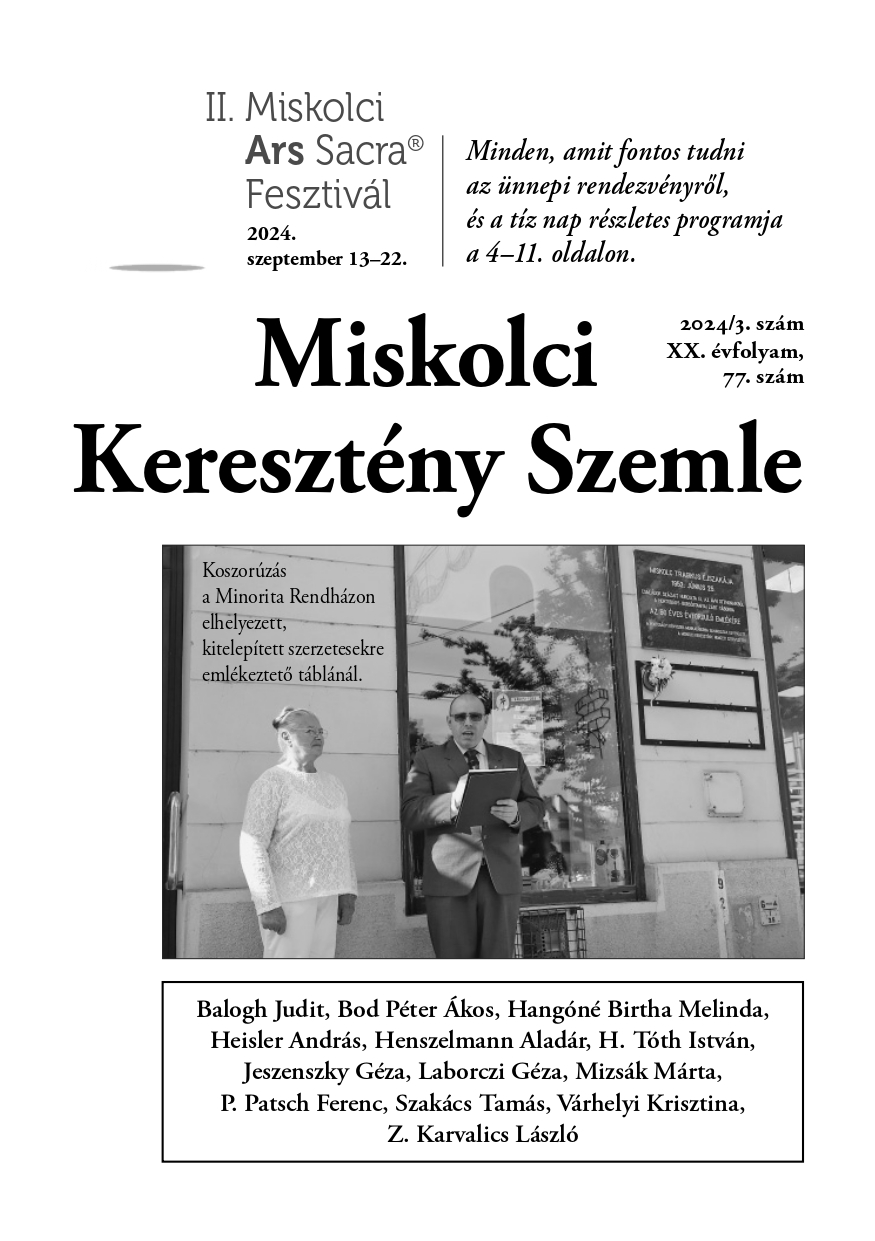
Miskolci Keresztény Szemle címlap

A Miskolci Keresztény Szemle a Keresztény Értelmiségiek Szövetsége (KÉSZ) miskolci csoportja által alapított ökumenikus kulturális folyóirat. Nyomtatott formában negyedévente 96 oldalon jelenik meg, 2017-től saját honlappal és Facebook-oldallal rendelkezik. A lap mottója: „Konszenzus és paritás”. 

## Története
A folyóiratot azzal a céllal alapították 2005-ben, hogy a KÉSZ rendezvényein elhangzott előadások szélesebb körben megismerhetőbbé váljanak. Az előadások szerkesztett szövegén kívül a lap közli miskolci kötődésű szerzők lap profiljához illeszkedő, illetve a város tágabb környezetének egyházi életével kapcsolatos írásokat is. Kiemelten foglalkozik az egyházak társadalmi, valamint a keresztények közéleti szerepvállalásával kapcsolatos eseményekkel. A címlapon a szerzők felsorolásán kívül megjelenik a lap indulásától kezdődő számozással az aktuális lapszámra utaló érték. A lap az Eszmék és Értékek Alapítvány támogatásával 15 éven keresztül negyedéves rendszerességgel jelent meg. 2020-tól 2023-ig a folyóirat megjelenését az Éltető Lélek Alapítvány támogatta, majd 2024-től a megjelenést újból az Eszmék és Értékek Alapítvány teszi lehetővé.
Az MKSZ 77. számának megjelenését követően a lap fenntartója értesítette  a folyóirat szerkesztését társadalmi tevékenységben ellátó Zsugyel János főszerkesztőt, hogy a lap összeállításával új összetételű szerkesztőséget kíván megbízni. Bár az intézkedés indoklásában  nem szerepelt, ennek oka a "Lejtmenetben" című írás volt, mely az ország társadalmi-gazdasági válságjelenségein töprengett. Az anonim szerzőségű íráshoz egyetértő reflexiót fűzött prof. Jeszenszky Géza ex-külügyminiszter, prof. Bod Péter Ákos Miskolc város díszpolgára, valamint Heisler András, a MAZSIHISZ ex-főtitkára. Bár a folyóirat "Szerkesztőségi üzenetek" rovatában a főszerkesztő a  vitaindítónak szánt írással kapcsolatos eltérő szellemiségű olvasói vélemények közlését kilátásba helyezte, az MKSZ 78. számában a személyi változással és a vita lezárásával kapcsolatos információk már nem jelentek meg. 
A főszerkesztő váltás országos médiavisszhangot váltott ki, melyet a Népszava hasábjain megjelent oknyomozó írás indított el. A folyóirat fenntartójának kormányzati támogatásáról a parlamentben kérdést intéztek az egyházpolitikáért felelős tárca nélküli miniszterhez: "Mennyi állami támogatást kapott a Miniszterelnökségtől és a Bethlen Gábor Alapkezelő ZRt-től az az Eszmék és Értékek Alapítvány, amely a Miskolci Keresztény Szemle kiadója, s ahonnan nemrég kirúgták a folyóirat főszerkesztőjét, miután az Orbán-kormányt is kritizáló írások jelentek meg a lapban?". Semjén Zolt a támogatására vonatkozó adatok megadását követően azt a tájékoztatást adta, hogy "A lap, személyi, szerkesztési ügyei nem tartoznak rám, sem a Magyar Államra"
A folyóirat elektronikus példányai elérhetők az eszmek.hu internetes oldalon.

## A lap rovatai
- Évfordulók
- Ünnepek-alkalmak
- Egyházak, teológiák, hitvallások
- Egyházak és társadalom
- Egyházak és történelem
- Egyházak és kultúra

## A lap főszerkesztői
- Gróf Lajos (2005–2009)
- Jeney Edit (2010–2016)
- Gróf Lajos (2016–2017)
- Zsugyel János (2017–2024. III. negyedév)
- Horváth László (2024. IV. negyedév-)

## Tipográfia és nyomdai munkák
- Tipográfia: Keglovics János
- Nyomda: Tipo-Top Nyomda, Miskolc
- Felelős vezető: Solymosi Róbert